# Петнисто прилепче
Петнистото прилепче (Euderma maculatum) е вид бозайник от семейство Гладконоси прилепи (Vespertilionidae), единствен представител на род Euderma.

## Разпространение и местообитание
Разпространен е в Канада, Мексико и САЩ.